# 丸茂哲夫
丸茂 哲夫（まるも てつお、1972年7月20日- ）は、日本のTVディレクター、構成作家。東京都大田区出身。制作会社「株式会社文化工房」を経て、現在は株式会社ZONに所属。

## 担当番組
- GET SPORTS（テレビ朝日）
- プロ野球ってナンだ！？（テレビ朝日）
- スポコン!（テレビ朝日）
- ナンだ!?（テレビ朝日） -  チーフディレクターを担当
- 現在は報道ステーション（テレビ朝日）、月刊カズシゲコーナーを担当
- フィギュアスケート中継（テレビ朝日）では、構成も担当